# Mary Adshead
Mary Adshead (Londres, 15 de febrero de 1904-Londres, 3 de septiembre de 1995) fue una pintora, muralista, ilustradora y diseñadora británica.

## Biografía
Nació en Bloomsbury, Londres, hija única de Stanley Davenport Adshead, arquitecto, acuarelista y profesor de Diseño Cívico primero en Liverpool, y luego en la Universidad de Londres, y su esposa Annie. Mary Adshead asistió a Putney High School de 1916 a 1919 y luego pasó seis meses en París. Debido a la posición de su padre en la Universidad de Londres, pudo inscribirse en la Slade School of Fine Art en 1921, con solo dieciséis años. Allí, Henry Tonks reconoció su habilidad y organizó su primer encargo mural, para un club de niños en Wapping, trabajando con Rex Whistler. Este éxito dio lugar a nuevas comisiones. Su siguiente mural, Una fantasía tropical, se realizó en 1924 y tenía como tema una isla desierta para el profesor de arquitectura de la Universidad de Liverpool, Charles Reilly. Este mural todavía existe y se exhibe en la Galería de Arte de la Universidad de Liverpool. Un gran mural de Adshead, The Housing of the People, fue parte de la Exposición del Imperio Británico de 1924 en Wembley
Otro encargo mural fue para la casa de Newmarket de Lord Beaverbrook. Su mandato consistía en decorar su comedor con escenas de carreras de Newmarket y retratos de sus amigos, como Arnold Bennett, Lady Louise Mountbatten y Winston Churchill, de camino al hipódromo. Los once paneles, conocidos por el título An English Holiday, no se completaron totalmente, ya que Beaverbrook se preocupó de que se enfrentaría a diario con los retratos si alguna vez se peleaba con alguno de ellos. Beaverbrook le pagó una tarifa de rechazo de dos tercios y devolvió los paneles completos que se exhibieron en una tienda departamental de Londres en Sloane Square en 1930. Más tarde, todos los paneles, excepto tres, fueron destruidos por el fuego mientras estaban almacenados.
En 1934, recibió el encargo de pintar murales para el auditorio, diseñado por su padre para reemplazar uno perdido por incendio, en el Muelle Victoria en Colwyn Bay. Después del colapso parcial del muelle, estos se consideraron irrecuperables, pero, a partir de marzo de 2018, se recuperaron varias partes significativas, junto con partes de otra de Eric Ravilious, de los salones de té del muelle. También pintó un mural para el Pabellón Británico en la Exposición Internacional de París de 1937.
Su primera exposición se llevó a cabo en 1930 en la Galería Goupil e incluyó la pintura The Morning after the Flood, que ahora se encuentra en la colección Tate. Trabajando con su esposo, ilustró dos libros para niños. En 1930 fue elegida miembro del New English Art Club.
En abril de 1941, presentó una pequeña cantidad de pinturas al Comité Asesor de Artistas de Guerra, de los cuales el Comité compró una. Durante la guerra, también creó murales para un comedor público en Birmingham y para un club de hombres de servicio. Diseñó la edición pictórica de sellos de la Unión Postal Universal para la General Post Office en 1949, seguida de diseños para los sellos del Festival de Gran Bretaña de 1951, y diseñó el marco alrededor del retrato de la reina Isabel II en las series 8d, 9d, 10d y 11d de la serie definitivas de sellos postales Wilding. En 1950 decoró el restaurante del cuarto piso de Selfridge con escenas de la jungla. Otros trabajos incluyeron diseños de carteles para London Transport, tanto en 1927 como en 1937, y varios murales, ahora perdidos, para la estación de metro Bank, así como decorados de pintura para la película Cleopatra, y la biblioteca del transatlántico Queen Mary. A pesar de su apretada agenda de trabajo, también encontró tiempo para organizar la Sociedad de Pintores Murales.
En 1929 se casó con Stephen Bone, hijo del artista Muirhead Bone. El matrimonio tuvo dos hijos y una hija. Después de la muerte de su esposo en 1958, Adshead viajó mucho por Europa y Estados Unidos. En 1966 editó el volumen Travelling with a Sketchbook: A guide to carry on a first sketching holiday (Viajando con un cuaderno de bocetos: una guía para llevar a cabo unas primeras vacaciones de bocetos). Estudió técnicas de decoración de mosaicos en Rávena y Sicilia y realizó varias exposiciones individuales de su trabajo y otras junto a las obras dejadas por Stephen Bone. A pesar de cierta cojera, atribuida a largos períodos pintando en escaleras, siguió siendo una artista activa hasta el final de su vida.

## Obras expuestas
Las pinturas de Adshead se encuentran en diferentes colecciones de galerías públicas, como Tate, Graves Art Gallery de Sheffield, Museo Imperial de la Guerra, Galería de Arte de Manchester, Museo del Transporte de Londres y The University Art Gallery Liverpool. También hay varias pinturas murales sobrevivientes. Las obras consideradas notables incluyen murales, producidos con Stephen Bone, para el revestimiento del RMS Queen Mary en 1935-1936 que no se instalaron, un tríptico para la Iglesia de Santa María y Todos los Santos en Plymstock cerca de Plymouth en 1957, una piscina decorativa en la Telephone Exchange Courtyard en Guernsey en 1966 y un mural para un metro peatonal en Rotherhithe en 1983.
Se llevó a cabo una exposición de su trabajo en la Galería de Arte de la Universidad de Liverpool (enero-abril de 2005), Graves Art Gallery Sheffield (junio-septiembre de 2005) y Kingston upon Thames Art Gallery (octubre-noviembre de 2005).

## Publicaciones sobre Adshead
- Matthew H. Clough, Ann Compton. Earthly delights: Mary Adshead, 1904-1995 (University of Liverpool Art Gallery, 2004)[17]